# Stephen Kotkin

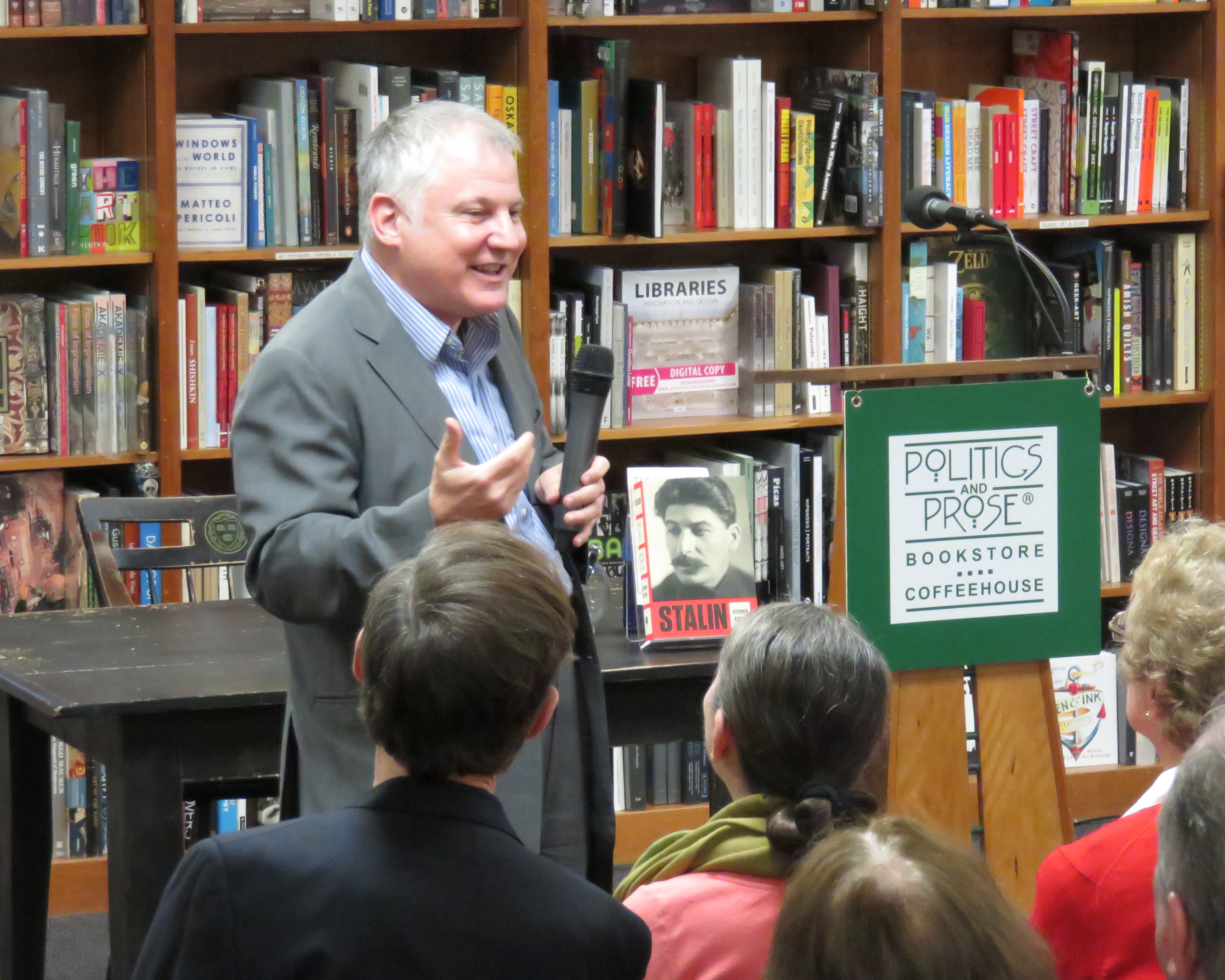
Stephen Kotkin (2015)

Stephen Mark Kotkin (* 17. Februar 1959) ist ein US-amerikanischer Historiker und Autor. Er ist Professor für Geschichte und internationale Beziehungen an der Princeton University und spezialisiert auf Russische und Sowjetische Geschichte. Kotkin ist ebenfalls Fellow der Hoover Institution der Stanford University. Er hat eine Reihe von Preisen und Stipendien gewonnen, darunter das Guggenheim-Stipendium und Stipendien des American Council of Learned Societies und des National Endowment for the Humanities.
Kotkin ist der Autor mehrerer Bücher, darunter einer mehrbändigen Biografie von Josef Stalin. Er schreibt außerdem regelmäßig in der amerikanischen Presse über Themen, die Russland und Eurasien betreffen. Laut Kotkins Forschung hat die Herrschaft kommunistischer Regime in Ländern wie der Sowjetunion, China oder Kambodscha mindestens 65 Millionen Menschenleben gefordert.

## Karriere
Kotkin schloss 1981 sein Studium an der University of Rochester mit einem B.A. in Englisch ab. Er studierte russische und sowjetische Geschichte unter Reginald E. Zelnik und Martin Malia an der University of California, Berkeley, wo er 1983 seinen M.A. und 1988 seinen Ph.D. erwarb, beide in Geschichte. Seit 1989 lehrt er an der Princeton University.
Ab 1986 reiste Kotkin mehrfach für akademische Forschungen und Stipendien in die Sowjetunion und dann nach Russland. Er war Gastwissenschaftler an der Russischen Akademie der Wissenschaften (1993, 1995, 1998, 1999 und 2012) und 1991 an deren Vorgängerin, der Akademie der Wissenschaften der UdSSR. In den Jahren 1994 und 1997 war er außerdem Gastdozent am Institut für Sozialwissenschaften der Universität Tokio.
Sein bekanntestes Werk ist Magnetic Mountain: Stalinism as a Civilization, wo er den Aufbau und die Realitäten des täglichen Lebens unter Stalin in der Stadt Magnitogorsk in den 1930er Jahren beschreibt. 2003 veröffentlichte er Armagedon Averted, einen Aufsatz, in dem er den Fall der UdSSR analysierte. 2014 erschien mit Stalin: Volume I: Paradoxes of Power der erste Teil einer mehrteiligen Biografie über Josef Stalin.
Er nahm 2017 am Treffen der Bilderberg-Konferenz teil.
2022 beschrieb er in einem Interview mit der Nowaja Gaseta „wie Gorbatschow die UdSSR und Russland aus dem Teufelskreis der Konfrontation mit dem Westen herausführte – und wie Gorbatschows Vermächtnis von Wladimir Putin ausradiert wurde.“

## Publikationen
- Steeltown, USSR: Soviet Society in the Gorbachev Era. Berkeley: University of California, 1991, ISBN 0962262900.
- Rediscovering Russia in Asia: Siberia and the Russian Far East. M. E. Sharpe, 1995, ISBN 1563245469.
- Magnetic Mountain: Stalinism as a Civilization. Berkeley: University of California, 1995, ISBN 0520069080.
- Political Corruption in Transition: A Sceptic’s Handbook. Central European University Press, 2002, ISBN 9639241466. (Co-Autor)
- The Cultural Gradient: The Transmission of Ideas in Europe, 1789–1991. Rowman & Littlefield, 2003, ISBN 0742520625. (Co-Autor)
- Korea at the Center: Dynamics of Regionalism in Northeast Asia. M. E. Sharpe, 2005, (Co-Autor)
- Armageddon Averted. The Soviet Collapse, 1970–2000. Oxford University Press, 2008, ISBN 978-0-19-536863-5.
- Uncivil Society: 1989 and the Implosion of Communist Establishment. New York: Modern Library/Random House, 2009, ISBN 978-0679642763. (Co-Autor)
- Manchurian Railways and the Opening of China: An International History. M. E. Sharpe, 2010, ISBN 978-0765625144. (Co-Autor)
- Historical Legacies of Communism in Russia and Eastern Europe. Cambridge University Press, 2014, ISBN 1107054176. (Co-Autor)
- Stalin: Volume I: Paradoxes of Power, 1878–1928. Penguin Press, 2014, ISBN 1594203792.
- Stalin: Volume II: Waiting for Hitler, 1929–1941. Penguin Press, 2017, ISBN 978-1594203800.